# こどもつかい
『こどもつかい』は2017年6月17日公開の日本映画。主演は滝沢秀明。

## あらすじ
郊外で起こった連続不審死事件を調べる新人記者の江崎駿也は、被害者の大人達が死を遂げる3日前、何らかの事情でその大人達に関わっているこどもらが失踪しているという共通点や、その事柄と内容が一致する“こどもの呪い”の噂を知る。さらに、彼の幼馴染の近藤創までもがその事件の被害者となり、それに関係していたこどもが事件の直前に口ずさんでいた歌を聞いた駿也は事件についてさらに調べを進めていく。
一方で、駿也の恋人で保育士の原田尚美が、ふとしたことで自分が目をかけていた児童の笠原蓮から怨まれ、例の“こどもの呪い”をかけられてしまう。駿也はその呪いにより命を落とす3日後までに尚美を救うべく、彼女と二人で“こどもの呪い”を調べその核心に近付いていくが、そこに事件の黒幕である“こどもつかい”と7人のこどもの霊が姿を現した。

## キャスト
- こどもつかい：滝沢秀明
- 江崎駿也：有岡大貴（Hey! Say! JUMP）
- 原田尚美：門脇麦
- 笠原蓮：中野遥斗
- 小松洋子：西田尚美
- 近藤創：尾上寛之
- 原田千賀：河井青葉
- 中川友里：田辺桃子
- 柴田絵理奈：玄理
- 柴田瑠奈：矢崎由紗
- 上杉慎吾：山中崇
- 上之郷勝夫：吉澤健
- 原田尚美（幼少期）：根本真陽
- 須藤温子
- ジェームズ・サザーランド
- 上之郷忠義：ヨシダ朝
- 森下能幸

## 制作
本作は、映画『ロスト・チルドレン』をヒントに制作された。
また、こどもつかいのキャラクター性は『ハーメルンの笛吹き男』をテーマにしつつも、大まかなキャラクター性は監督の清水本人の性格をもとに構築された。清水は、こどもつかいのキャラクター性については演者の滝沢秀明にしか明かしていなかったものの、共演者の門脇麦にも見抜かれていたと、日本のウェブメディア「ホラー通信」とのインタビューの中で明らかにしている。

## スタッフ
- 監督：清水崇
- 脚本：清水崇、ブラジリィー・アン・山田
- 音楽：羽深由理
- 製作総指揮：大角正
- 製作代表：武田功、木下直哉、中山良夫、藤島ジュリーK.、吉羽治
- エグゼクティブプロデューサー：関根真吾
- 企画：吉田繁暁
- プロデューサー：秋田周平
- アソシエイトプロデューサー：櫛山慶
- 撮影：ふじもと光明
- 照明：江川斉
- 録音：栗原和弘
- 編集：西潟弘記
- 監督補：川松尚良
- 美術：福田宣
- 装飾：野村哲也
- スタイリスト：原田幸枝
- ヘアメイク：堀川貴世
- キャラクターデザイン・特殊メイク：百武朋
- 音響効果：柴崎憲治
- 音楽プロデューサー：高石真美
- プロダクションマネージャー：小松次郎
- ラインプロデューサー：大熊敏之
- 製作担当：中島勇樹
- 制作プロダクション：松竹撮影所 東京スタジオ
- 制作協力：松竹映像センター
- 企画・配給：松竹
- 製作：「こどもつかい」製作委員会（松竹、木下グループ、日本テレビ放送網、ジェイ・ストーム、講談社、電通）